# クロシロエリマキキツネザル
クロシロエリマキキツネザル（学名：Varecia variegata）は、マダガスカル島の固有種であり、アカエリマキキツネザルとともにエリマキキツネザル属を形成するサル（霊長類）。3種類の亜種が存在する。2019年時点における絶滅寸前種。

## 学名
属名のVareciaはマダガスカル語でキツネザルを意味するvarikaあるいはラテン語で多様を表す語（vari-）が語源と考えられており、種小名のvariegataはラテン語で「いろいろな色をした」を意味する。

## 分布
マダガスカル島北東部のアンタイナンバラナ川から南東部の南ミドンギ国立公園付近にある比較的低地にある原生熱帯雨林を中心として非常にまばらに分布し、大きな樹冠を持つ高い木々によって形成される高木層を行動範囲として広く保とうとする。

## 身体的特徴
体長が約40〜60センチメートルであるのに対し、尾長は58〜66センチメートルと、やや尻尾のほうが長く、高木層を移動するときのバランス感覚を支える。
体重は3.5〜4.5キログラム。
その名の通り、黒と白で作られる模様が特徴的であり、小さな耳を隠すように少し長く伸びた白い毛によって作られる襞襟がある。頭部、腹部、尻尾、手、足は基本的に黒く、背中や腕、脚の一部に白い部分がある。

## 生態

### 行動
ほとんどの時間を林冠の上半分から上三分の一で過ごす樹上性であり、匂いづけ行動によって高木層でのコミュニケーションを図る。その突き出た鼻で花蜜を吸うとき、花粉が鼻や体毛に付着し花粉媒介者としての役割を担うことがある。エリマキキツネザルは、年間平均として時間の28%を摂食、53%を休息、19%を移動に費やしていて、メスはオスに比べて休息が少なく、摂食が多くなっているというデータもある。群れの結束力を高める社会的グルーミングも行うが、エリマキキツネザルは指ではなく歯で毛づくろいをする。甲高くて大きいその声は最大800メ－トル先まで届き、威嚇や縄張りの主張など各々に約12種類の鳴き声を使い分けてコミュニケーションを取る。

### 食物
あらゆる種類の果物を食べる果実食動物である。花（花蜜、花粉、つぼみ）、木の葉、種子、菌類、土なども食料事情に応じて少量摂取する。数にして80〜132種類の植物を食べる。

### 社会体制
メスはオスよりも支配的であり、群れは一般にαメス（）とよばれるメスのリーダーが率いる。
群れの数は食物の豊富さに左右されるため、食物が多い雨季は群れの数も大きくなるが、食物が少ない乾季は群れの数も少なくなる。群れの縄張りに別の群れが侵入すると、群れ同士の争いが勃発する場合がある。

### 繁殖
繁殖期は5月〜7月であり、メスはあらかじめ地上10〜20メートルの高さに小枝や木の葉、つる植物でできた巣を作り、そこでの出産と育児に備える。そして、メスは102日間の妊娠期間を経て9月〜10月に通常2〜3匹（最大6匹）の子を産む。産まれたばかりの子ザルは巣の中に残されるが、移動させる必要がある場合には、母ザルが一度に1匹だけ口の中に含んで運ぶ。母ザルは子ザルを1〜2週間で巣離れをさせ、子ザルは3〜4週間までには母ザルの後ろを追いかけようとするようになる。しかし、子ザルの死亡率は非常に高いため偶発的な転倒や怪我により、その65%は生後3か月を迎えることができない。

### 捕食者
天敵は、同じマダガスカルの固有種フォッサである。

### 寿命
野生下では15〜20年生きるが、飼育下では36年まで生きることがある。

## 分類
かつては旧キツネザル属Lemurにエリマキキツネザルとして分類されていたが、1962年に別属とされるようになった。2001年にアカエリマキキツネザルが独立種として分割されている。

### 亜種
Varecia variegata subcincta (A. Smith, 1833), white-belted ruffed lemurアンタナンバラナ川を北限として南のアノーブ川までに生息していると推定される。また、1930年代にはアントンギル湾に浮かぶノシ・マンガベ島に導入されたことがあり、ここには比較的高密度で生息している。なおアンタナンバラナ川の北東ではアカエリマキキツネザルと本亜種による雑種がいくつか確認されているが、詳細な研究はまだ行われていない。下腹部回りが黒く、胸周りに白い輪があるのが見た目の特徴。しばしば黒ではなくダークブラウンに見える部分がある。
Varecia variegata variegata (Kerr, 1792), black and white ruffed lemur基亜種。北側はアンバトバキ保護区の南からベタンポナ自然保護区とザハメナ国立公園付近までに分布していると推定されるが、北側の範囲は明確に定義されておらず、本亜種が発見されたアンバトバキ保護区については保護区全体での分布が不明である。また、南限も明確ではないがアンダジブ＝マンタディア国立公園やトロトロフォツィ（ラムサール条約登録湿地）の北であることが確認されている。背中の中央に白く太いタテ帯が首筋に向かって伸びているのが見た目の特徴。
Varecia variegata editorum (Osman Hill, 1953), southern ruffed lemur島の東南に生息する亜種であり、アンダジブ＝マンタディア国立公園以南からマノンボ特別保護区までによく見られる。アナラマザオトラ保護区では1970年代初頭に絶滅したが、2006年に再導入/移殖プログラムが開始された。しかし2017年時点では順調に個体数が増加していたというが、狩猟によって減少したという。胸を境として背中の上部が黒く、下部が白いのが見た目の特徴。

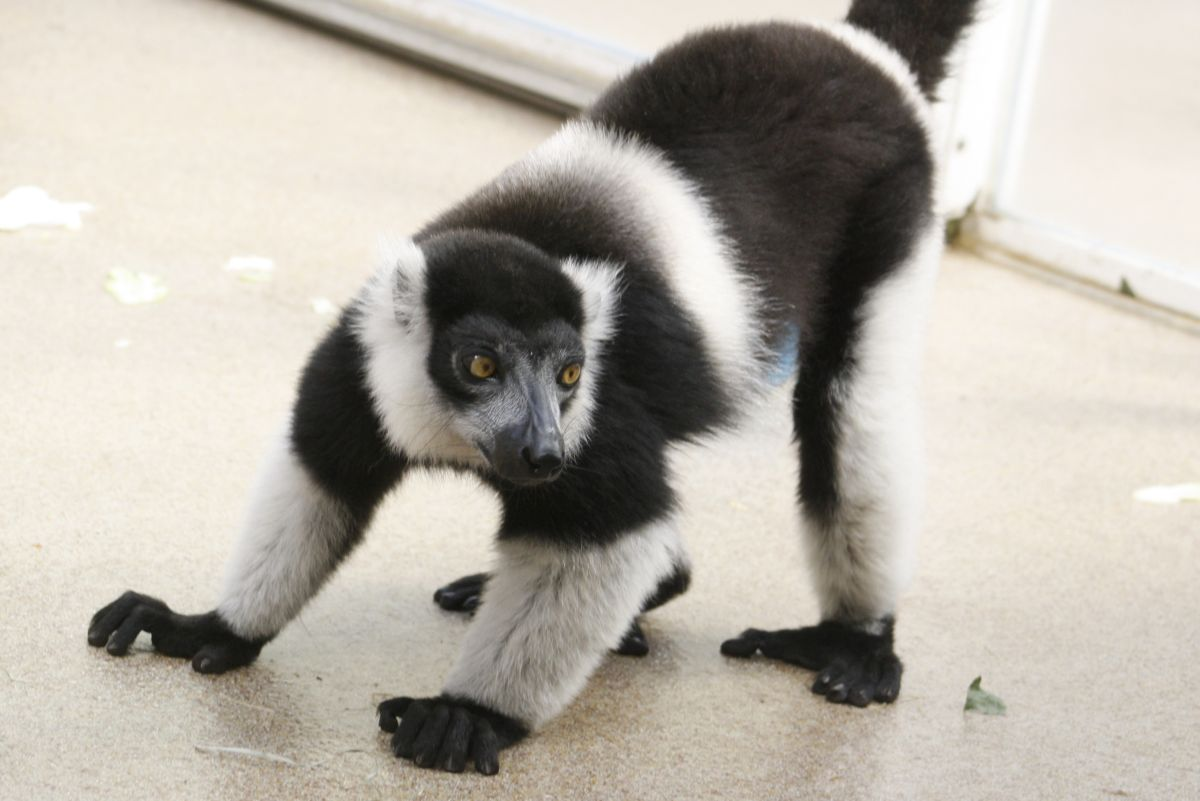
V. v. subcincta
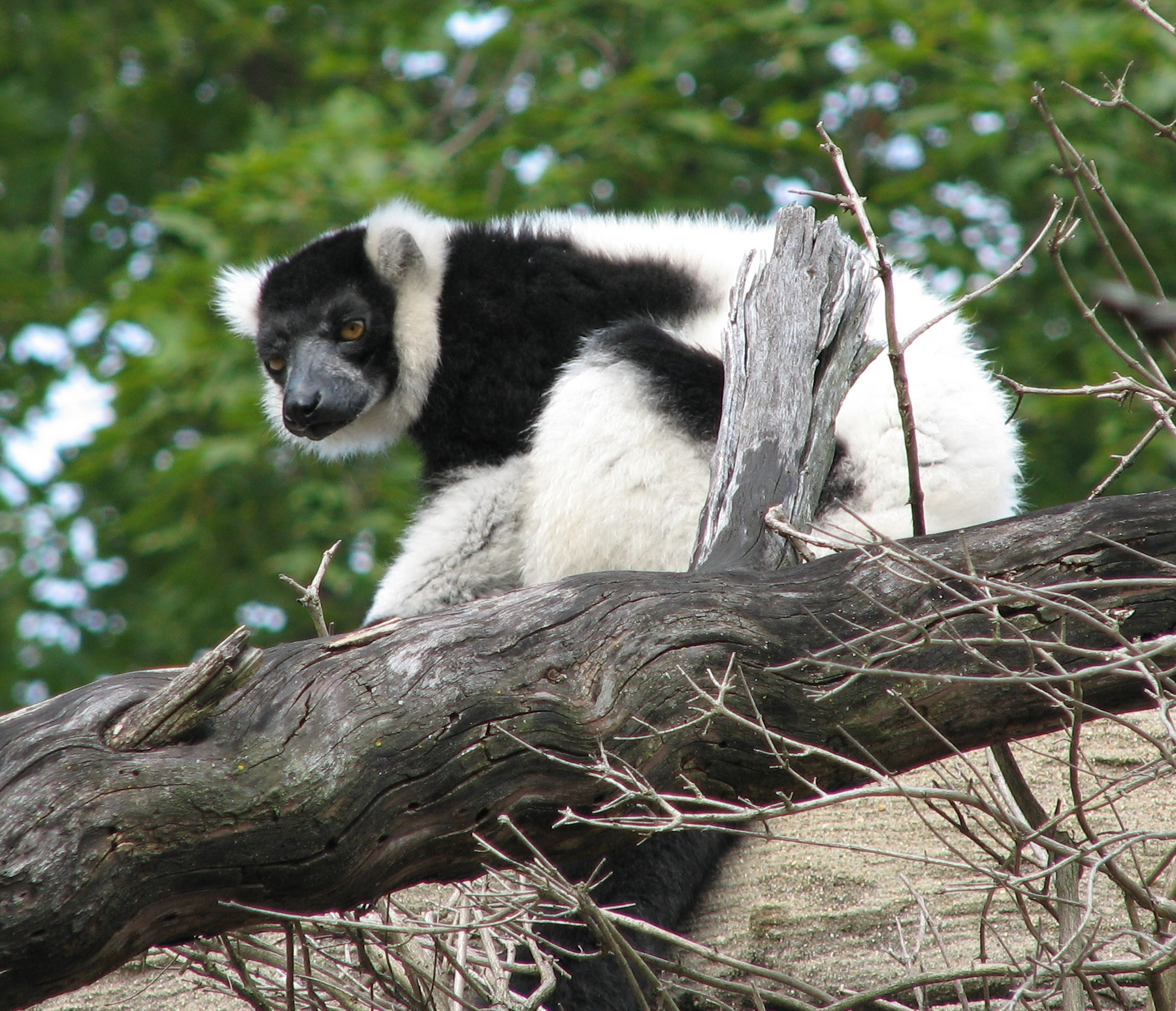
V. v. variegata
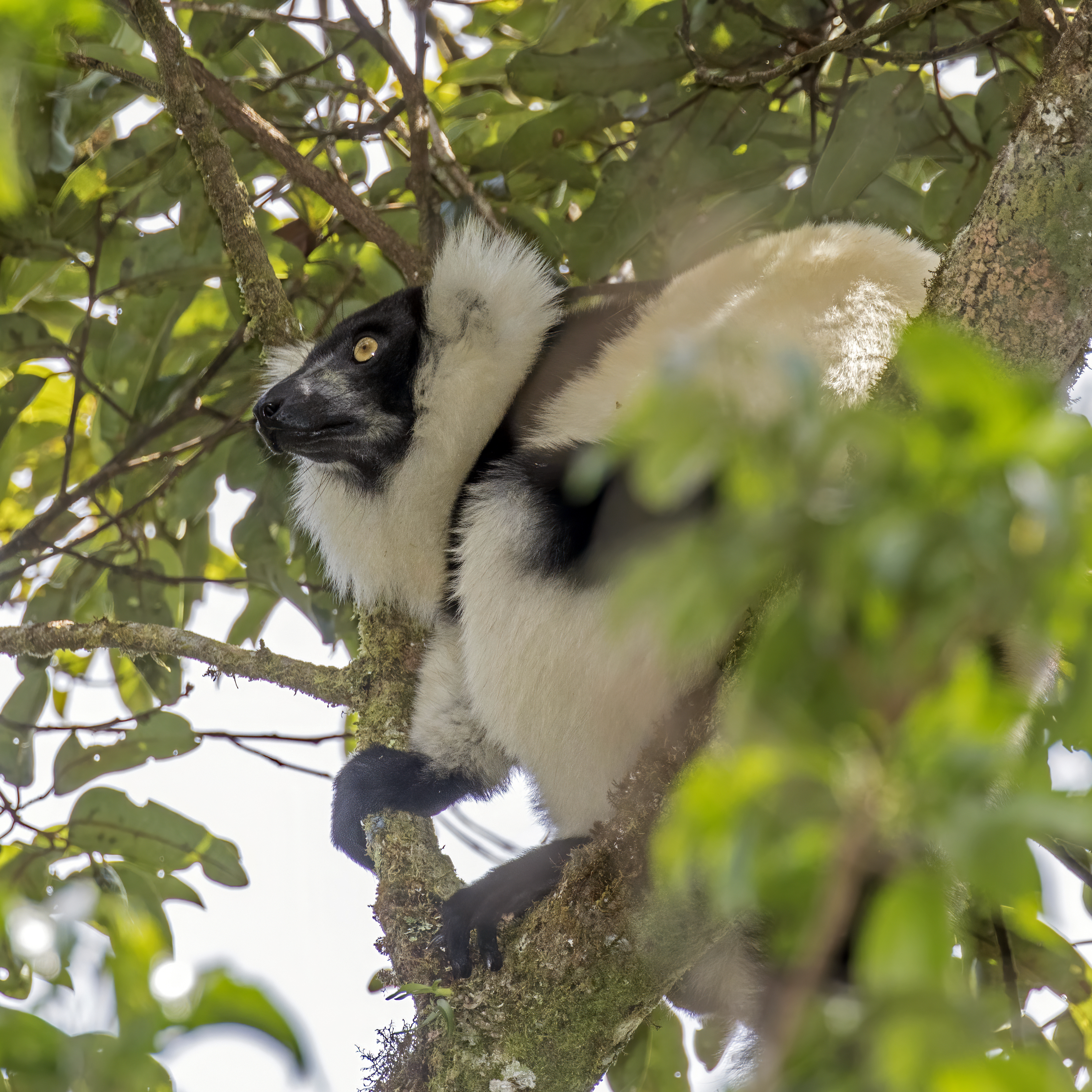
V. v. editorum

## 保全状況
2019年時点のIUCNの報告によると、マダガスカル島を離れた飼育下においては、世界の6つの地域で800匹以上飼育されている。
IUCNが2020年に公開したレッドリストによれば、野生種の個体数が21年間（3世代）で80%以上減少したとされる絶滅寸前種である。IUCNが定義する占有面積（AOO）、発生範囲（EOO）のいずれにおいても減少傾向である。マダガスカルでは2010年から2014年にかけての年間森林破壊率が1.1%/年であり、1973年から計算すると2014年までに森林面積の37%が失われたことになり、本種もこの全国的な森林減少による影響を受けていると言わざるを得ない。また、比較的体が大きく、昼行性であるため、マダガスカル全土において年間100世帯当たり1〜7匹という高い割合で狩猟されており、これはキツネザル科の中でも最も頻繁に標的になっていることを意味する。さらに、マダガスカルでは違法ペットとして飼われることも一般的である。
マダガスカル野生動植物グループ（MFG）による積極的な保全活動もあるが、フォッサによる捕食だけでなく人間の狩猟によっても命を狙われており、そもそもエリマキキツネザルは事故により死亡するケースが多い、といった多くの問題を抱えており、デューク・レムール・センター（DLC）は、マダガスカルから遠く離れたアメリカの保護下で生まれたクロシロエリマキキツネザルをマダガスカルの野生に還す試み（「再導入」ではなく遺伝的多様性を兼ね備えた「強化（補充）」とよぶ）を続けているが、ほかの地域で育った個体を大量に還すことは現実的ではなく、そもそも生息地が損なわれる原因となった伐採、採掘、焼き畑、狩猟などの問題を解決することがこのプロジェクトが成功する基準の一つであるとしている。